# Pholcus dentatus
Pholcus dentatus là một loài nhện trong họ Pholcidae. Loài này có ở Madeira.